# Полуостров Шмидта
Полуо́стров Шми́дта — северная оконечность острова Сахалин длиной около 50 км.

## Местность
Рельеф полуострова определяется разделёнными долом невысоким Западным и более высоким Восточным хребтами. Максимальная высота последнего — 623 м (гора Второй Брат). Повсеместно лиственничные и еловые леса. На территории полуострова много болот.
Восточный Хребет на севере оканчивается горами Удот (552 м) и Бакланий (539 м), а также мысом Елизаветы (54°25′31″ с. ш. 142°42′21″ в. д.). Оконечность Западного Хребта — мыс Марии (54°18′41″ с. ш. 142°16′33″ в. д.) Мысам Марии и Елизаветы названия дал адмирал Крузенштерн 9 августа 1805 года (по старому стилю). «Я назвал их Елизавета и Мария — да украсятся и процветут сии дикие и бесплодные места именами, любезными каждому россиянину!». Мыс Елизаветы был назван в честь императрицы Елизаветы Алексеевны (жены императора Александра I). Мыс Марии был назван в честь императрицы Марии Федоровны (жены императора Павла I — в отличие от мыса Марии (Японское море, залив Сов. Гавань), названного в честь великой княгини Марии Николаевны — это название было присвоено в 1853 году Н. К. Бошняком).

## Название
Нивхи (коренные жители этой местности) называли полуостров Миф-тёнгр, или «голова земли». На некоторых английских и японских картах он назывался полуостровом Святой Елизаветы. Окончательное название — полуостров Шмидта — закрепил за ним геолог Н. Тихонович в 1908 году, наименовав самую северную часть сахалинской земли в честь первого геолога, посетившего Сахалин, Фёдора Шмидта.